# Modou Sowe
Modou Sowe (* 25. November 1963) ist ein ehemaliger Fußballschiedsrichter aus Gambia.
Als Schiedsrichter war er seit 1982 tätig, ab 1998 war er FIFA-Schiedsrichter. Er nahm als Unparteiischer an drei Fußball-Afrikameisterschaften teil.

## Turniere
- Fußball-Afrikameisterschaft 2004 in Tunesien: 3 Spiele
- Fußball-Weltmeisterschaft 2006/Qualifikation (Afrika): 6 Spiele
- Fußball-Afrikameisterschaft 2006 in Ägypten: 2 Spiele
- Fußball-Afrikameisterschaft 2008 in Ghana: 2 Spiele